# Asplenium underwoodii
Asplenium underwoodii är en svartbräkenväxtart som beskrevs av William Ralph Maxon. Asplenium underwoodii ingår i släktet Asplenium och familjen Aspleniaceae. Inga underarter finns listade.